# Ricardo Zielinski
Ricardo Alberto „Ruso” Zielinski (ur. 14 października 1959 w Buenos Aires) – argentyński piłkarz pochodzenia polskiego występujący na pozycji pomocnika, trener piłkarski, od 2025 roku prowadzi Belgrano.
Jego ojciec Ryszard urodził się w Krakowie i wyemigrował do Argentyny po zakończeniu II wojny światowej.